# Svartavatnet
Der Svartavatnet (auch: Svartevatnet, deutsche Übersetzung: schwarzes Wasser) ist der Name eines Stausees in Norwegen. Er befindet sich in der Provinz Rogaland in der Kommune Sauda, direkt an der Grenze zur Nachbarprovinz Vestland. Der See liegt auf 798 bis 837 moh. Höhe am Fylkesvei 520 von Sauda nach Røldal.

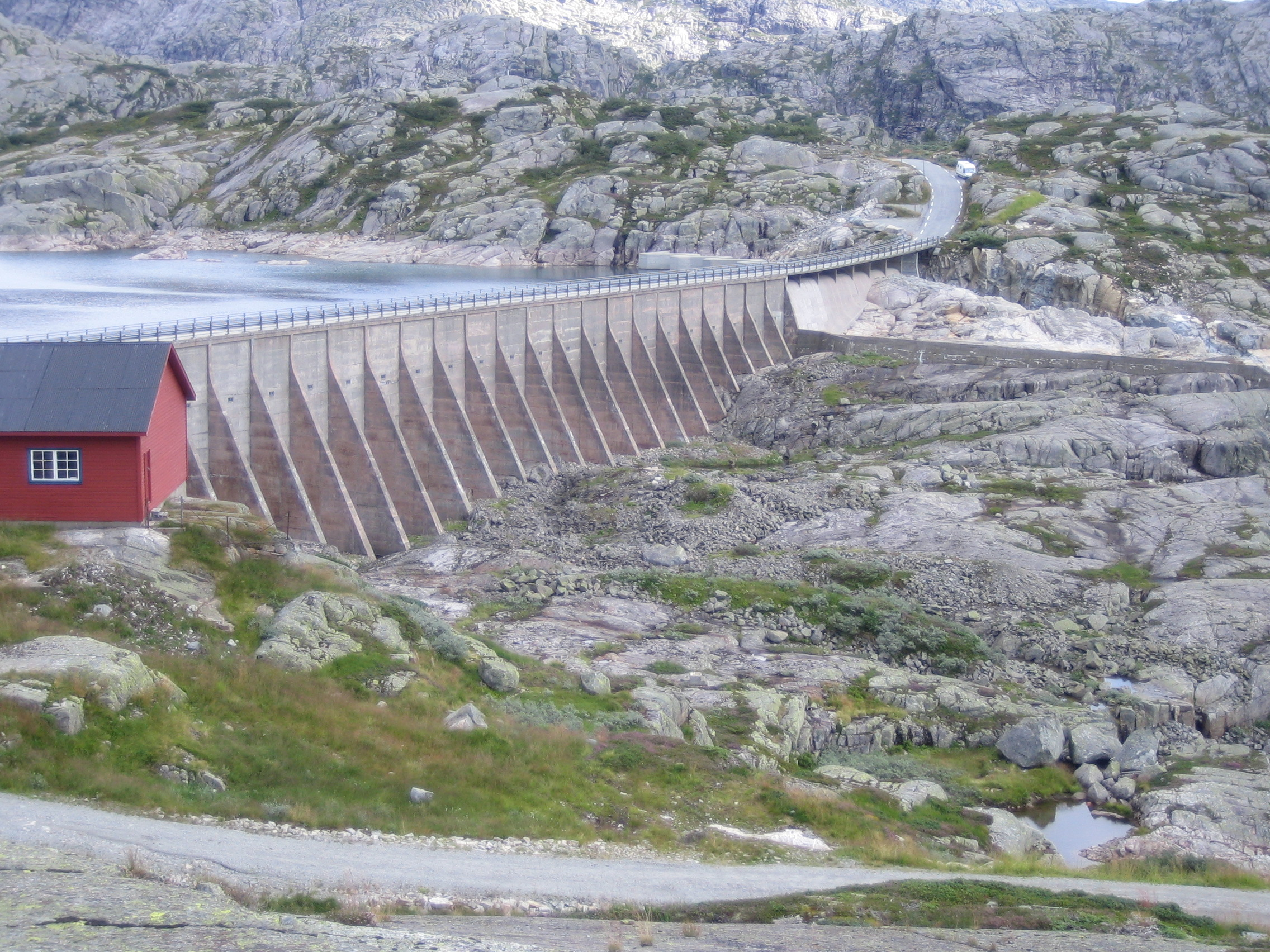
Staumauer